# Capuanus
Capuanus est un cratère lunaire situé au sud-ouest de la face visible de la Lune. Il se trouve sur la rive méridionale de Palus Epidemiarum et à l'est des cratères Lepaute et Ramsden. Le cratère Capuanus est un cratère inondé par la lave qui s'est engouffrée par une ouverture située sur le contour nord du cratère. Le rebord le plus haut est situé sur le côté occidental et émerge du Palus Epidemiarum. Le contour nord-est disparaît sous le niveau basaltique de la mare lunaire environnante et la partie méridionale est cassée par la présence de deux craterlets satellites « Capuanus A » et « Capuanus B ».
En 1935, l'Union astronomique internationale a donné, à ce cratère lunaire, le nom de l'astronome italien Francesco Capuano di Manfredonia.

## Cratères satellites

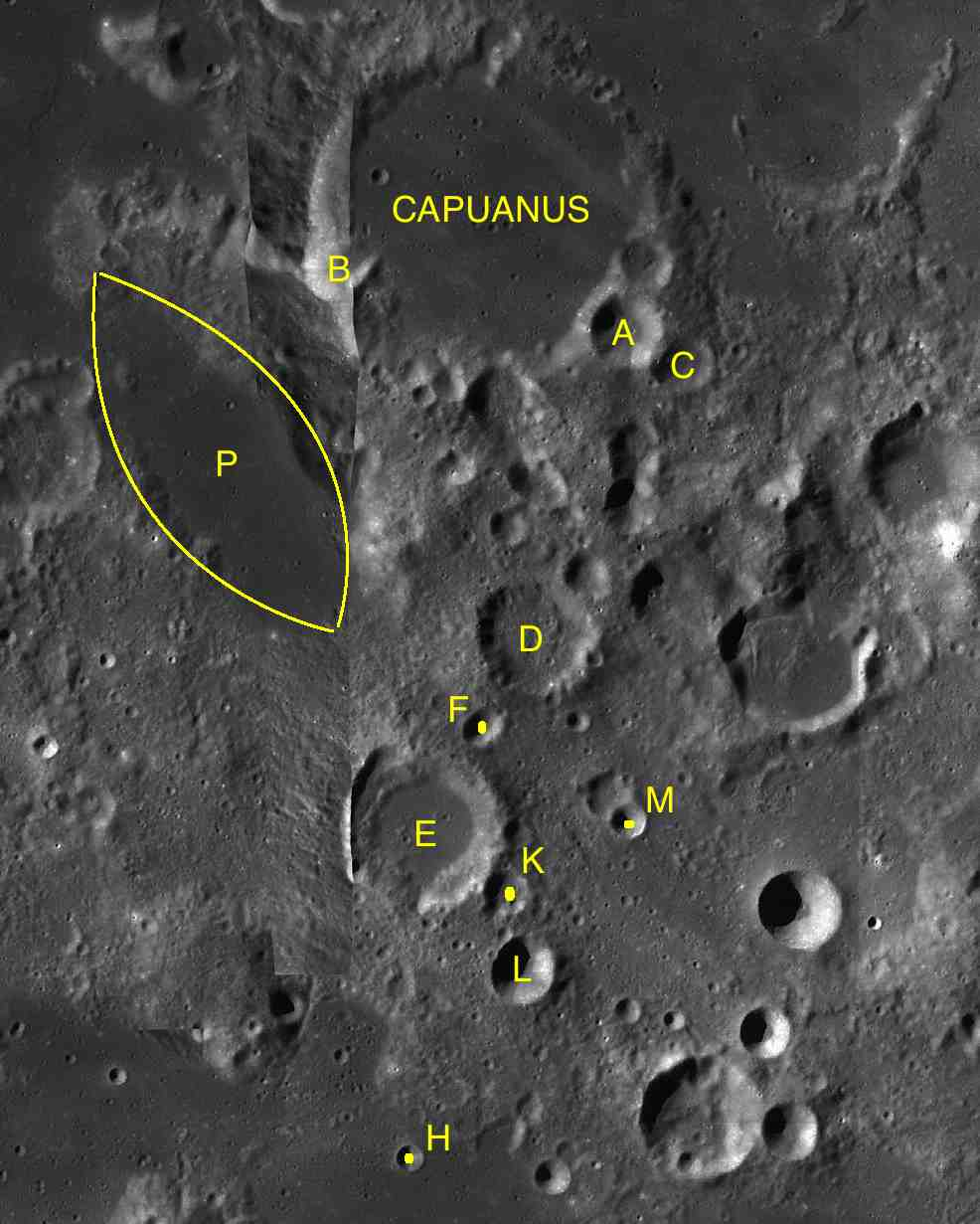
Carte des cratères satellites de Capuanus.

Par convention, les cratères satellites sont identifiés sur les cartes lunaires en plaçant la lettre sur le côté du point central du cratère qui est le plus proche de Capuanus.
| Capuanus | Latitude | Longitude | Diamètre |
| -------- | -------- | --------- | -------- |
| A        | 34.7° S  | 25.6° W   | 13 km    |
| B        | 34.3° S  | 27.7° W   | 11 km    |
| C        | 34.9° S  | 25.3° W   | 10 km    |
| D        | 36.4° S  | 26.2° W   | 22 km    |
| E        | 37.5° S  | 27.1° W   | 29 km    |
| F        | 36.9° S  | 26.6° W   | 8 km     |
| H        | 39.4° S  | 27.2° W   | 4 km     |
| K        | 37.9° S  | 26.5° W   | 9 km     |
| L        | 38.3° S  | 26.3° W   | 11 km    |
| M        | 37.5° S  | 25.6° W   | 7 km     |
| P        | 35.3° S  | 28.3° W   | 78 km    |